# Schefflera mannii
Schefflera mannii là một loài thực vật có hoa trong Họ Cuồng cuồng. Loài này được (Hook.f.) Harms miêu tả khoa học đầu tiên năm 1894.